# Boris Kuznetsov
Boris Kuznetsov (Unión Soviética, 12 de junio de 1947) es un atleta soviético retirado especializado en la prueba de 3000 m, en la que consiguió ser medallista de bronce europeo en pista cubierta en 1975.

## Carrera deportiva
En el Campeonato Europeo de Atletismo en Pista Cubierta de 1975 ganó la medalla de bronce en los 3000 metros, con un tiempo de 8:01.2 segundos, tras el británico Ian Stewart y el finlandés Pekka Päivärinta.